# Ihor Kostezkyj
Ihor Kostezkyj (ukrainisch Ігор Костецький, Pseudonym von Iwan Mersljakow, ukr. Іван В’ячеславович Мерзляков; * 1. Maijul. / 14. Mai 1913greg. in Kiew, Russisches Kaiserreich; † 14. Juni 1983 in Gerlingen, Bundesrepublik Deutschland) war ein sowjetischer Schriftsteller, Dramatiker, Übersetzer, Literaturkritiker und Verleger.

## Leben
Ihor Kostezkyj wuchs in Kiew und Winnyzja auf und studierte während der 1930er Jahre in Leningrad und Moskau Bühnenregie und Schauspiel und im Anschluss war er zwei Jahre im Ural als Schauspieler tätig.
Während des Zweiten Weltkrieges kam er im Herbst 1942 als Zwangsarbeiter nach Westdeutschland, wo er nach dem Krieg blieb. Dort wurde er einer der Gründer und führender Theoretiker der "Künstlerischen ukrainischen Bewegung" (MUR, «Мисте́цький Украї́нський Рух» 1945–1948), einer Organisation ukrainischer Schriftsteller in den deutschen Vertriebenenlagern in den 1940er Jahren, der unter anderem Iwan Bahrjanyj, Ulas Samtschuk und Teodosij Osmatschka angehörten.
Seine ersten Werke, noch unter dem Mädchennamen seiner Mutter, wurden 1941 in Winnyzja herausgegeben. Seine Prosa kombinierte traditionelle und modernistische (Expressionisten, Surrealisten, Dadaisten) Elemente.
Während der 1950er und 1960er Jahre war er Herausgeber der illustrierten Zeitschrift „Ukrajina i Swit“ (ukr. Україна і Світ; dt. Die Ukraine und die Welt).
Gemeinsam mit seiner Frau, der deutschen Schriftstellerin und Übersetzerin Elisabeth Kottmeier (1902–1983) gründete er im Jahr 1955 in Stuttgart den „Na hori“ (ukr. На горі; dt.Auf dem Berg)-Verlag, in dem in den folgenden 25 Jahren mehrere Dutzend Bücher, darunter auch einige herausragende Ausgaben der klassischen Weltliteratur in ukrainischer Übersetzung veröffentlicht wurden. Er arbeitete zudem beim Deutschlandfunk und schrieb ab Mitte der 1960er Jahre Theaterstücke und Hörspiele in deutscher Sprache. Er lebte in Schwaikheim bei Stuttgart und starb 70-jährig in Gerlingen.
Kostezkyj war Mitglied der Deutschen Shakespeare-Gesellschaft, der Teilhard-de-Chardin-Gesellschaft sowie des internationalen P.E.N.-Clubs.
Ihor Kostezkyis Nachlass befindet sich im Archiv der Forschungsstelle Osteuropa an der Universität Bremen.